# Yūya Takazawa
Yūya Takazawa (髙澤 優也?, Takazawa Yūya; Katsushika, 19 febbraio 1997) è un calciatore giapponese, attaccante del Thespa Gunma.

## Statistiche

### Presenze e reti nei club
Statistiche aggiornate al 12 novembre 2023.
| Stagione                     | Squadra                      | Campionato                   | Campionato | Campionato | Coppa nazionale | Coppa nazionale | Coppa nazionale | Coppe continentali | Coppe continentali | Coppe continentali | Altre coppe | Altre coppe | Altre coppe | Totale | Totale |
| Stagione                     | Squadra                      | Comp                         | Pres       | Reti       | Comp            | Pres            | Reti            | Comp               | Pres               | Reti               | Comp        | Pres        | Reti        | Pres   | Reti   |
| ---------------------------- | ---------------------------- | ---------------------------- | ---------- | ---------- | --------------- | --------------- | --------------- | ------------------ | ------------------ | ------------------ | ----------- | ----------- | ----------- | ------ | ------ |
| 2015                         | Ryutsu Keizai Dragons        | JFL                          | 11         | 2          | -               | -               | -               | -                  | -                  | -                  | -           | -           | -           | 11     | 2      |
| 2016                         | Ryutsu Keizai Dragons        | JFL                          | 12         | 4          | -               | -               | -               | -                  | -                  | -                  | -           | -           | -           | 12     | 4      |
| 2017                         | Ryutsu Keizai Dragons        | JFL                          | 14         | 4          | -               | -               | -               | -                  | -                  | -                  | -           | -           | -           | 14     | 4      |
| Totale Ryutsu Keizai Dragons | Totale Ryutsu Keizai Dragons | Totale Ryutsu Keizai Dragons | 37         | 10         |                 | -               | -               |                    | -                  | -                  |             | -           | -           | 37     | 10     |
| 2018                         | Ryutsu Keizai                | -                            | -          | -          | CI              | 2               | 0               | -                  | -                  | -                  | -           | -           | -           | 2      | 0      |
| 2019                         | Thespa Gunma                 | J3                           | 27         | 17         | CI              | 2               | 1               | -                  | -                  | -                  | -           | -           | -           | 29     | 18     |
| 2020                         | Oita Trinita                 | J1                           | 24         | 6          | CdL             | 1               | 0               | -                  | -                  | -                  | -           | -           | -           | 25     | 6      |
| gen.-lug. 2021               | Oita Trinita                 | J1                           | 15         | 0          | CdL+CI          | 6+2             | 1+2             | -                  | -                  | -                  | -           | -           | -           | 23     | 3      |
| Totale Oita Trinita          | Totale Oita Trinita          | Totale Oita Trinita          | 39         | 6          |                 | 9               | 3               |                    | -                  | -                  |             | -           | -           | 48     | 9      |
| ago.-dic. 2021               | Albirex Niigata              | J2                           | 13         | 1          | CI              | 0               | 0               | -                  | -                  | -                  | -           | -           | -           | 13     | 1      |
| 2022                         | Giravanz Kitakyushu          | J3                           | 19         | 7          | CI              | 1               | 0               | -                  | -                  | -                  | -           | -           | -           | 20     | 7      |
| 2023                         | Machida Zelvia               | J2                           | 1          | 0          | CI              | 0               | 0               | -                  | -                  | -                  | -           | -           | -           | 1      | 0      |
| Totale carriera              | Totale carriera              | Totale carriera              | 136        | 41         |                 | 14              | 4               |                    | -                  | -                  |             | -           | -           | 150    | 45     |

## Palmarès

### Club

#### Competizioni nazionali
- J2 League: 1

Machida Zelvia: 2023